# Azur (satélite)
Azur, también conocido como GRS A (German Research Satellite A) y Proyecto 625-AI, fue un satélite artificial alemán destinado al estudio de los cinturones de Van Allen, el viento solar y las auroras boreales. Fue lanzado por un cohete Scout desde la Base de la Fuerza Aérea Vandenberg el 8 de noviembre de 1969.
Azur fue inicialmente proyectado como un proyecto más complejo, con un peso de hasta 1500 kg de peso y capaz de traer de vuelta a la superficie terrestre cápsulas con instrumentación. Debido problemas de peso y coste, el satélite fue reducido a sus 71 kg finales.